# 大字虎耳草
大字虎耳草（学名：Saxifraga imparilis）为虎耳草科虎耳草属下的一个种。

## 扩展阅读
- 維基物種上的相關：大字虎耳草